# Хурбаново
Хурбаново (слч. Hurbanovo, мађ. Ógyalla) град је у Словачкој у оквиру Њитранског краја. Хурбаново припада Коморанском округу.

## Географија
Хурбаново је смештено у јужном делу државе. Главни град државе, Братислава, налази се 120 км западно.
Рељеф: Хурбаново се развило у северозападном делу Панонске низије. Око од града се пружа равничарско тле. Надморска висина града је око 115 m.
Клима: Клима у Хурбанову је умерено континентална.
Воде: Непосредно западно Хурбанова протиче река Житава, која је овде равничарска и каналисана.

## Историја
Људска насеља на простору Хурбанова везују се за праисторију. Насеље се под својим вишевековним називом (Stará Ďala) први пут спомиње 1329. године. Током следећих векова насеље је било село у саставу Угарске. Традиционално становништво насеља били су Мађари и Словаци.
Крајем 1918. град је постао део новоосноване Чехословачке. У периоду од 1938. до 1944. град је био враћен Хортијевој Мађарској, али је поново враћен Чехословачкој после рата. После рата, тачније 1948. године, насеље је добило нови назив Хурбаново, који и данас носи. У време комунизма град је нагло индустријализован, па је дошло до наглог повећања становништва. После осамостаљења Словачке дошло је до проблема везаних за преструктурирање привреде.

## Становништво
| Година:    | 1994. | 2004.   | 2014.   | 2024.   |
| ---------- | ----- | ------- | ------- | ------- |
| Број људи: | 7894  | 8041    | 7605    | 7178    |
| Разлика:   |       | +1,86 % | -5,42 % | -5,61 % |

| Година:    | 2023. | 2024.   |
| ---------- | ----- | ------- |
| Број људи: | 7222  | 7178    |
| Разлика:   |       | -0,60 % |

Данас Хурбаново има око 8.000 становника и последњих година број становника стагнира.
Етнички састав: По попису из 2001. састав је следећи:
- Мађари - 50,2%,
- Словаци - 45,5%,
- Роми - 3,7%,
- остали.

Верски састав: По попису из 2001. састав је следећи:
- римокатолици - 76,7%,
- калвинисти - 6,5%,
- лутерани - 2,7%,
- атеисти,
- остали.

## Галерија
- Градска римокатоличка црква
- Градска кућа Хурбанова
- Комунистички блокови у граду
- Пивара „Златни Бажант“